# Olympiska sommarspelen 1992
Olympiska sommarspelen 1992 var de tjugofemte moderna olympiska spelen och hölls i Barcelona i Katalonien (Spanien). IOK-presidenten Juan Antonio Samaranchs hemstad Barcelona valdes ut i konkurrens med Paris, Belgrad, Amsterdam, Brisbane och Birmingham. Det var meningen att Freddie Mercury skulle sjunga sin låt "Barcelona" med Montserrat Caballé, men han dog året före i Aids.

## Kandidatur
Barcelona, IOK:s tionde president Juan Antonio Samaranchs födelsestad, blev vald som värdstad på IOK:s nittioförsta kongress i Lausanne, Schweiz den 17 oktober 1986. De övriga städerna som ansökte om värdskapet var Amsterdam, Belgrad, Birmingham, Brisbane och Paris.
| Stad       | Nation         | Rond 1 | Rond 2 | Rond 3 |
| Barcelona  | Spanien        | 29     | 37     | 47     |
| Paris      | Frankrike      | 19     | 20     | 23     |
| Brisbane   | Australien     | 11     | 9      | 10     |
| Belgrad    | Jugoslavien    | 13     | 11     | 5      |
| Birmingham | Storbritannien | 8      | 8      | -      |
| Amsterdam  | Nederländerna  | 5      | -      | -      |

## Arrangemanget

### Deltagande
Till sommar-OS hade IOK i stort sett avskaffat alla de tidigare begränsningarna för deltagande av professionella idrottare. Beslutet att tillåta professionella spelare att delta i turneringen i basket medförde att USA kunde ställa upp med det så kallade Dream Team. Där ingick spelare som Michael Jordan, Magic Johnson och Larry Bird. Laget erövrade enkelt guldmedaljerna.
För första gången sedan 1960 tilläts Sydafrika att delta i de olympiska spelen.
För första gången sedan 1972 bojkottade inget land de olympiska spelen.
Efter Sovjetunionens sammanbrott 1991 deltog de baltiska staterna Estland, Lettland och Litauen med egna trupper. Resterande före detta sovjetrepubliker deltog med ett gemensamt lag som i medaljlistan benämndes EUN (efter franskans équipe unifiée, ”det förenade laget”).
Sönderfallet av Jugoslavien medförde att tre nya länder debuterade i spelen nämligen Kroatien, Slovenien och Bosnien och Hercegovina. Deltagare från det resterande Jugoslavien fick ej delta under Jugoslaviens namn utan fick lov att delta under OS-flaggan som oberoende deltagare.

### Invigning

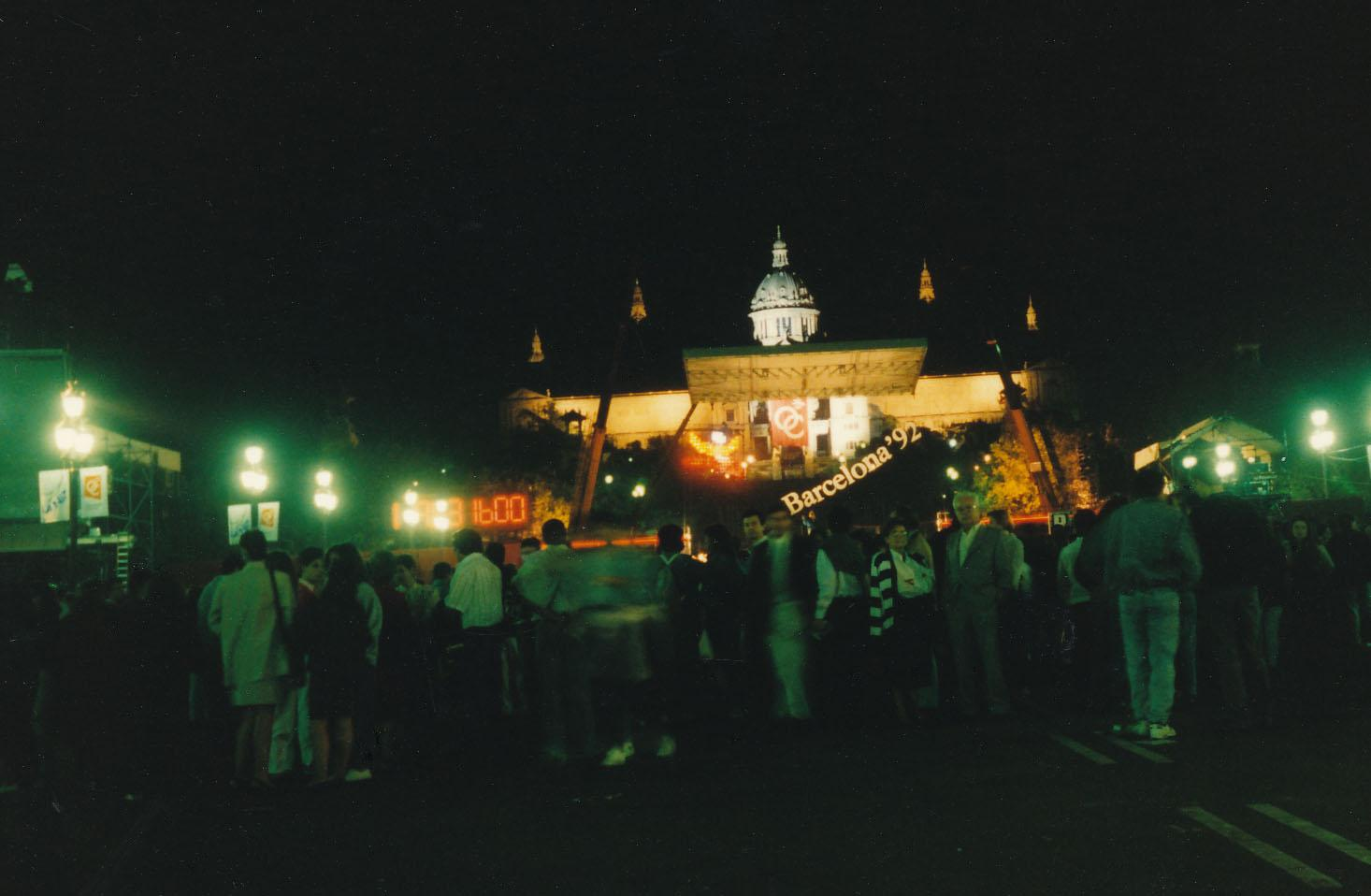
Foto från 1988 års framträdande i Barcelona, då Freddie Mercury och Montserrat Caballé presenterade OS-låten ”Barcelona”.

Den handikappade bågskytten Antonio Rebollo tände den olympiska elden genom att skjuta en brinnande pil i eldskålen.

### Sporter
Badminton och baseboll upptogs som olympiska sporter och kanotslalom återvände efter en 20-årig paus. Judo för damer fick också olympisk premiär.

#### Friidrott
Diskuskastaren Romas Ubartas (vinnare på 65,12) tog Litauens första OS-guld någonsin.
Derartu Tulu, segrare i friidrott på damernas 10 000 meter, var första kvinnliga afrikanska guldmedaljör utanför arabländerna och Sydafrika. Hon var också Etiopiens första kvinnliga OS-guldmedaljör.

#### Övriga idrotter
Erika Salumäe vann damernas cykelsprint. Hon blev därmed Estlands första kvinnliga OS-vinnare. Hon vann grenen även 1988, då representerande Sovjetunionen.
Vitalij Sjtjerbo från Vitryssland erövrade inte mindre än sex guldmedaljer i gymnastik, varav fem individuella, vilket tangerade Eric Heidens dåvarande rekord för individuella guldmedaljer vid ett OS.
Zhang Shan från Kina (seger i skeetskytte) var första kvinna att vinna en mixad skyttegren. Hon blir också den enda, eftersom inga mixade skyttegrenar tillåtits efter 1992 års OS.
En av de tyska guldmedaljörerna i landhockey, Andreas Keller, tillhör en riktig hockey-familj. Farfar Erwin tog silver vid 1936, och fadern Carsten tog guld vid 1972.

## Medaljfördelning
| Plac. | Land       | Guld | Silver | Brons | Totalt antal medaljer |
| ----- | ---------- | ---- | ------ | ----- | --------------------- |
| 1     | OSS        | 45   | 38     | 29    | 112                   |
| 2     | USA        | 37   | 34     | 37    | 108                   |
| 3     | Tyskland   | 33   | 21     | 28    | 82                    |
| 4     | Kina       | 16   | 22     | 16    | 54                    |
| 5     | Kuba       | 14   | 6      | 11    | 31                    |
| 6     | Spanien    | 13   | 7      | 2     | 22                    |
| 7     | Sydkorea   | 12   | 5      | 12    | 29                    |
| 8     | Ungern     | 11   | 12     | 7     | 30                    |
| 9     | Frankrike  | 8    | 5      | 16    | 29                    |
| 10    | Australien | 7    | 9      | 11    | 27                    |

Se även: Vinnare av medaljer i olympiska sommarspelen 1992

## Sporter
Badminton
 Baseboll
 Basket
 Bordtennis
 Boxning
 Brottning
 Bågskytte
 Cykling
 Fotboll
 Friidrott
 Fäktning
 Gymnastik
 Handboll
 Judo
 Kanot/kajak
 Konstsim
 Landhockey
 Modern femkamp
 Ridsport
 Rodd
 Segling
 Simhopp
 Simning
 Skytte
 Softboll
 Taekwondo
 Tennis
 Triathlon
 Tyngdlyftning
 Vattenpolo
 Volleyboll

## Deltagande nationer
Totalt deltog 169 länder i spelen 1992. Bosnien och Hercegovina, Kroatien, Namibia och Slovenien debuterade vid dessa spel. Jemen deltog för första gången som en enad nation. Tyskland deltog för första gången sedan återföreningen som en nation och Sydafrika återkom till spelen efter avskaffandet av apartheidpolitiken. Fyra nationella olympiska kommittéer deltog inte i spelen, nämligen Afghanistan, Brunei, Liberia och Somalia.
Efter Sovjetunionens upplösning så deltog nästan alla de tidigare sovjetrepublikerna med ett gemensamt lag. De tre baltiska staterna deltog dock inte i det samarbetet och deltog med varsitt lag för första gången sedan spelen i Berlin 1936. På grund av upplösningen av och inbördeskriget i Jugoslavien deltog Bosnien och Hercegovina, Kroatien och Slovenien för första gången som självständiga nationer. Förbundsrepubliken Jugoslavien förbjöds att delta då landet hade FN-sanktioner mot sig, men jugoslaviska idrottare erbjöds ändå att delta som Oberoende olympiska deltagare.
| | | | |
| - Albanien - Algeriet - Amerikanska Jungfruöarna - Amerikanska Samoa - Andorra - Angola - Antigua och Barbuda - Argentina - Aruba - Australien - Bahamas - Bahrain - Bangladesh - Barbados - Belgien - Belize - Benin - Bermuda - Bhutan - Bolivia - Bosnien och Hercegovina - Botswana - Brasilien - Brittiska Jungfruöarna - Bulgarien - Burkina Faso - Burma - Caymanöarna - Centralafrikanska republiken - Chile - Colombia - Cooköarna - Costa Rica - Cypern - Danmark - Djibouti - Dominikanska republiken - Ecuador - Egypten - Ekvatorialguinea - Elfenbenskusten - El Salvador | - Estland - Etiopien - Fiji - Filippinerna - Finland - Frankrike - Förenade arabemiraten - Gabon - Gambia - Ghana - Grekland - Grenada - Guam - Guatemala - Guinea - Guyana - Haiti - Honduras - Hongkong - Indien - Indonesien - Irak - Iran - Irland - Island - Israel - Italien - Jamaica - Japan - Jemen - Jordanien - Kamerun - Kanada - Kenya - Kina - Kinesiska Taipei - Kongo-Brazzaville - Kroatien - Kuba - Kuwait - Laos - Lesotho | - Lettland - Libanon - Libyen - Liechtenstein - Litauen - Luxemburg - Madagaskar - Malawi - Malaysia - Maldiverna - Mali - Malta - Marocko - Mauretanien - Mauritius - Mexiko - Moçambique - Monaco - Mongoliet - Namibia - Nederländerna - Nederländska Antillerna - Nepal - Nicaragua - Niger - Nigeria - Nordkorea - Norge - Nya Zeeland - Oman - OSS - Pakistan - Panama - Papua Nya Guinea - Paraguay - Peru - Polen - Portugal - Puerto Rico - Qatar - Rumänien - Rwanda | - Saint Vincent och Grenadinerna - Salomonöarna - San Marino - Saudiarabien - Schweiz - Senegal - Seychellerna - Sierra Leone - Singapore - Slovenien - Spanien - Sri Lanka - Storbritannien - Sudan - Surinam - Sverige - Swaziland - Sydafrika - Sydkorea - Syrien - Tanzania - Tchad - Thailand - Tjeckoslovakien - Togo - Tonga - Trinidad och Tobago - Tunisien - Turkiet - Tyskland - Uganda - Ungern - Uruguay - USA - Vanuatu - Venezuela - Vietnam - Västra Samoa - Zaire - Zambia - Zimbabwe - Österrike |

- IOP (representanter från Jugoslavien)